# Флаги Калужской области
Список флагов муниципальных образований Калужской области Российской Федерации.
На 1 января 2020 года в Калужской области насчитывалось 304 муниципальных образования — 2 городских округа, 24 муниципальных района, 26 городских поселений и 252 сельских поселения.

## Флаги городских округов
| Флаг | Наименование                                    | Дата утверждения | Номер в ГГР |
| ---- | ----------------------------------------------- | ---------------- | ----------- |
|      | Флаг муниципального образования «Город Калуга»  | 25 января 2000   | 588         |
|      | Флаг муниципального образования «Город Обнинск» | 29 июня 2005     | 1970        |

## Флаги муниципальных районов
| Флаг | Наименование                                                    | Дата утверждения              | Номер в ГГР |
| ---- | --------------------------------------------------------------- | ----------------------------- | ----------- |
|      | Флаг муниципального района «Бабынинский район»                  | 16 октября 2018               | 12134       |
|      | Флаг муниципального района «Барятинский район»                  | 29 ноября 2018                | 12127       |
|      | Флаг муниципального района «Боровский район»                    | 27 сентября 2018              | 12063       |
|      | Флаг муниципального района «Дзержинский район»                  | 17 июля 2008                  | 4238        |
|      | Флаг муниципального района «Думиничский район»                  | 30 октября 2018               | 12070       |
|      | Флаг муниципального района «Жиздринский район»                  | 18 марта 2019                 | 12294       |
|      | Флаг муниципального образования «Жуковский район»               | 28 октября 1998 2 ноября 2005 | 408         |
|      | Флаг муниципального района «Износковский район»                 | 24 декабря 2018               | 12170       |
|      | Флаг муниципального образования «Город Киров и Кировский район» | 29 июля 2004                  | 1525        |
|      | Флаг муниципального района «Козельский район»                   | 26 октября 2018               | 12065       |
|      | Флаг муниципального района «Куйбышевский район»                 | 28 октября 2011               | 7315        |
|      | Флаг муниципального района «Город Людиново и Людиновский район» | 26 октября 2017               | 11600       |

| Флаг | Наименование                                        | Дата утверждения | Номер в ГГР |
| ---- | --------------------------------------------------- | ---------------- | ----------- |
|      | Флаг муниципального района «Малоярославецкий район» | 25 апреля 2012   | 7729        |
|      | Флаг муниципального района «Медынский район»        | 10 февраля 2006  | 2135        |
|      | Флаг муниципального образования «Мещовский район»   | 11 сентября 2003 | 1330        |
|      | Флаг муниципального образования «Мосальский район»  | 31 мая 2001      | 757         |
|      | Флаг муниципального района «Перемышльский район»    | 2 ноября 2017    | 11602       |
|      | Флаг муниципального района «Спас-Деменский район»   | 18 июня 2008     | 4192        |
|      | Флаг муниципального района «Сухиничский район»      | 30 января 2019   | 12159       |
|      | Флаг муниципального района «Тарусский район»        | 13 февраля 2019  | 12185       |
|      | Флаг муниципального района «Ульяновский район»      | 31 октября 2018  | 12078       |
|      | Флаг муниципального района «Ферзиковский район»     | 7 сентября 2016  | 11100       |
|      | Флаг муниципального района «Хвастовичский район»    | 19 марта 2019    | 12266       |
|      | Флаг муниципального района «Юхновский район»        | 20 сентября 2019 | 12588       |

## Флаги городских поселений
| Флаг | Наименование                                                   | Дата утверждения | Номер в ГГР |
| ---- | -------------------------------------------------------------- | ---------------- | ----------- |
|      | Флаг городского поселения «Город Балабаново» Боровского района |                  |             |
|      | Флаг городского поселения «Город Белоусово» Жуковского района  | 13 января 2000   | 580         |
|      | Флаг городского поселения «Город Боровск» Боровского района    | 26 июля 2006     | 2656        |
|      | Флаг городского поселения «Город Ермолино» Боровского района   | 1 декабря 2000   | 740         |
|      | Флаг городского поселения «Город Жиздра» Жиздринского района   |                  |             |
|      | Флаг городского поселения «Город Козельск» Козельского района  | 3 мая 2012       | 7727        |
|      | Флаг городского поселения «Город Кондрово» Дзержинского района | 29 июня 2012     |             |

| Флаг | Наименование                                                             | Дата утверждения | Номер в ГГР |
| ---- | ------------------------------------------------------------------------ | ---------------- | ----------- |
|      | Флаг городского поселения «Город Кремёнки» Жуковского района             | 26 марта 2002    | 925         |
|      | Флаг городского поселения «Город Людиново» Людиновского района           | 28 ноября 2008   | 4679        |
|      | Флаг городского поселения «Город Малоярославец» Малоярославецкого района | 9 ноября 1999    | 572         |
|      | Флаг городского поселения «Посёлок Полотняный Завод» Дзержинского района | 22 марта 2018    | 11855       |
|      | Флаг городского поселения «Город Сосенский» Козельского района           | 12 ноября 2002   | 1104        |
|      | Флаг городского поселения «Город Сухиничи» Сухиничского района           | 30 января 2019   | 12161       |
|      | Флаг городского поселения «Город Таруса» Тарусского района               | 6 июля 2020      | 13227       |

## Флаги сельских поселений
| Флаг | Наименование                                                       | Дата утверждения | Номер в ГГР |
| ---- | ------------------------------------------------------------------ | ---------------- | ----------- |
|      | Флаг сельского поселения «Село Ахлебинино» Перемышльского района   | 22 июня 2018     | 11957       |
|      | Флаг сельского поселения «Посёлок Бетлица» Куйбышевского района    | 27 мая 2009      | 6726        |
|      | Флаг сельского поселения «Село Дуброво» Кировского района          | 18 апреля 2019   | 12264       |
|      | Флаг сельского поселения «Село Ильинское» Малоярославецкого района | 27 марта 2019    | 12296       |
|      | Флаг сельского поселения «Село Климов Завод» Юхновского района     | 30 октября 2020  |             |
|      | Флаг сельского поселения «Село Корекозево» Перемышльского района   | 7 февраля 2019   | 12183       |

| Флаг | Наименование                                                           | Дата утверждения | Номер в ГГР |
| ---- | ---------------------------------------------------------------------- | ---------------- | ----------- |
|      | Флаг сельского поселения «Село Кременское» Медынского района           | 22 июля 2010     | 6333        |
|      | Флаг сельского поселения «Деревня Малая Песочня» Кировского района     | 30 октября 2018  | 12076       |
|      | Флаг муниципального образования «Село Перемышль» Перемышльского района | 23 ноября 2018   | 12155       |
|      | Флаг сельского поселения «Село Серпейск» Мещовского района             | 15 ноября 2017   | 11604       |
|      | Флаг сельского поселения «Село Спас-Загорье» Малоярославецкого района  | 14 октября 2019  | 12881       |
|      | Флаг сельского поселения «Деревня Хотисино» Перемышльского района      | 27 июня 2019     | 12425       |

## Флаги упразднённых МО
| Флаг | Наименование                                                    | Дата утверждения | Утратил силу  | Номер в ГГР | Примечание |
| ---- | --------------------------------------------------------------- | ---------------- | ------------- | ----------- | --- |
|      | Флаг сельского поселения «Угорская волость» Дзержинского района | 19 февраля 2004  | 2 января 2015 | 1432        | Законом Калужской области от 23 декабря 2014 года № 657-ОЗ, сельское поселение «Угорская волость» разделено на два муниципальных образования: сельское поселение «Деревня Никольское» и сельское поселение «Угорское». |

## Упразднённые флаги
| Флаг | Наименование                                           | Дата утверждения | Номер в ГГР      |
| ---- | ------------------------------------------------------ | ---------------- | ---------------- |
|      | Флаг муниципального образования «Спас-Деменский район» | 28 января 2008   | 18 июня 2008     |
|      | Флаг муниципального района «Износковский район»        | 24 октября 2018  | 24 декабря 2018  |
|      | Флаг муниципального района «Юхновский район»           | 25 апреля 2019   | 20 сентября 2019 |

| Флаг | Наименование                                                          | Дата утверждения | Номер в ГГР     |
| ---- | --------------------------------------------------------------------- | ---------------- | --------------- |
|      | Флаг муниципального образования «город Сосенский» Козельского района  | август 2002      | 12 ноября 2002  |
|      | Флаг сельского поселения «Село Спас-Загорье» Малоярославецкого района | 9 июля 2010      | 14 октября 2019 |